# Campeonato da Polónia de Ciclismo Contrarrelógio
Os Campeonatos da Polónia de Ciclismo Contrarrelógio organizam-se anualmente e ininterruptamente desde o ano 1970 para determinar o campeão ciclista da Polónia da cada ano, na modalidade.
O título outorga-se ao vencedor de uma única corrida, na modalidade de Contrarrelógio individual. O vencedor obtém o direito a portar um maillot com as cores da bandeira da Polónia até ao campeonato do ano seguinte, somente quando disputa provas contrarrelógio.

## Palmarés

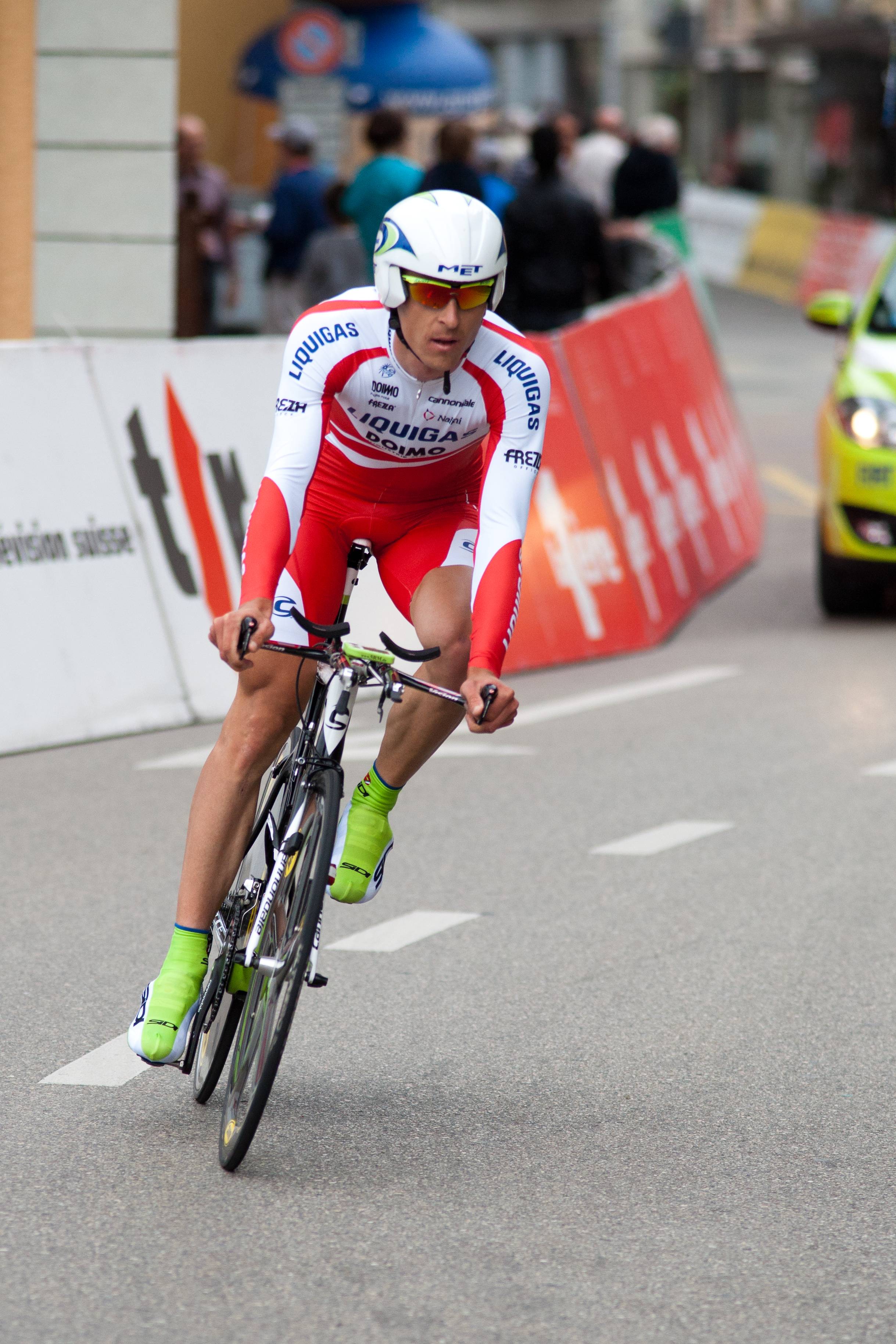
Maciej Bodnar

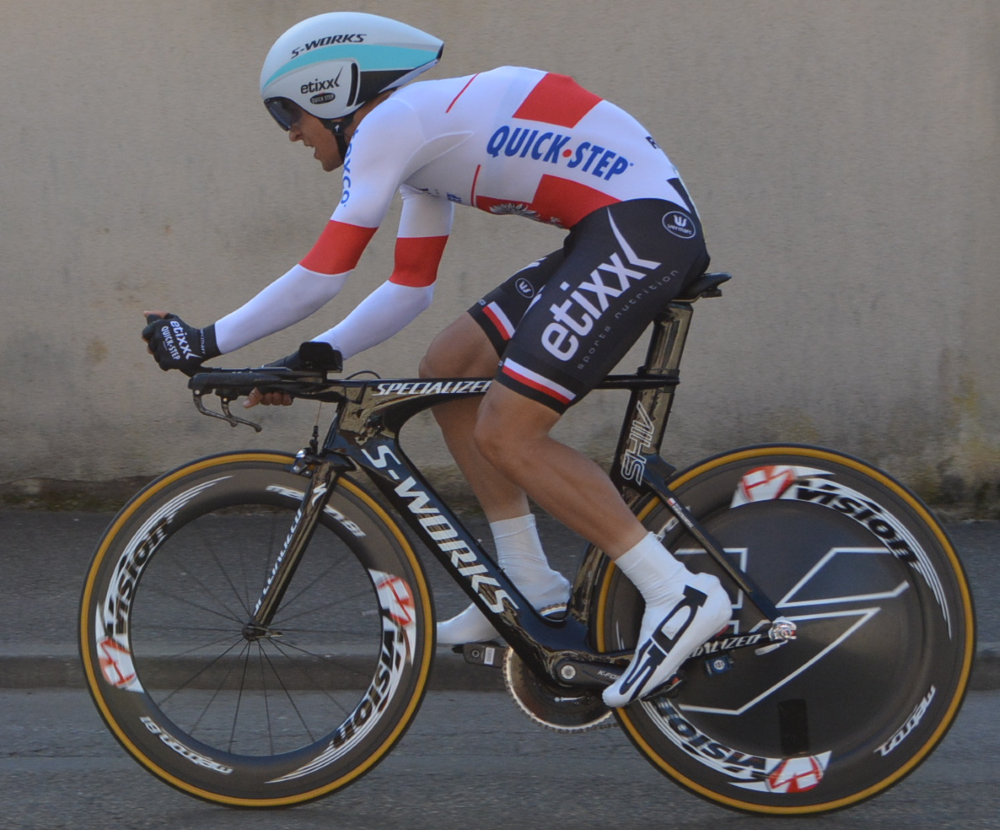
Michał Kwiatkowski campeão em 2014

| Ano  | Campeão              | Segundo              | Terceiro              |
| 1970 | Jan Magiera          | Mieczysław Nowicki   | Paweł Kaczorowski     |
| 1971 | Tadeusz Mytnik       | Jan Magiera          | Mieczysław Nowicki    |
| 1972 | Tadeusz Mytnik       | Ryszard Kozieł       | Florian Andrzejewski  |
| 1973 | Tadeusz Mytnik       | Szczepan Klimczak    | Ryszard Szurkowski    |
| 1974 | Tadeusz Mytnik       | Stanisław Babula     | Stanisław Kirpsza     |
| 1975 | Jan Jankiewicz       | Czesław Lang         | Florian Andrzejewski  |
| 1976 | Florian Andrzejewski | Czesław Lang         | Janusz Bieniek        |
| 1977 | Juliusz Firkowski    | Czesław Lang         | Florian Andrzejewski  |
| 1978 | Tadeusz Mytnik       | Witold Plutecki      | Henryk Santysiak      |
| 1979 | Tadeusz Mytnik       | Jan Raczkowski       | Stanisław Kirpsza     |
| 1980 | Tadeusz Mytnik       | Jan Jankiewicz       | Zbigniew Szczepkowski |
| 1981 | Stefan Janowski      | Czesław Lang         | Jerzy Świnoga         |
| 1982 | Tadeusz Mytnik       | Roman Jaskuła        | Marek Lheśniewski     |
| 1983 | Stefan Janowski      | Grzegorz Zieliński   | Marek Lheśniewski     |
| 1984 | Lech Piasecki        | Tadeusz Mytnik       | Roman Jaskuła         |
| 1985 | Lech Piasecki        | Zenon Jaskuła        | Paweł Bartkowiak      |
| 1986 | Zenon Jaskuła        | Paweł Bartkowiak     | Andrzej Mierzejewski  |
| 1987 | Zenon Jaskuła        | Andrzej Mierzejewski | Marek Lheśniewski     |
| 1988 | Zenon Jaskuła        | Jan Magosz           | Joachim Halupczok     |
| 1989 | Joachim Halupczok    | Jan Magosz           | Zenon Jaskuła         |
| 1990 | Andrzej Barszcz      | Andrzej Maćkowski    | Jan Magosz            |
| 1991 | Marek Lheśniewski    | Dariusz Baranowski   | Andrzej Sypytkowski   |
| 1992 | Piotr Chmielewski    | Dariusz Baranowski   | Marek Lheśniewski     |
| 1993 | Tomasz Brożyna       | Piotr Chmielewski    | Marek Lheśniewski     |
| 1994 | Bernard Bocian       | Tomasz Brożyna       | Krzysztof Szafrański  |
| 1995 | Bernard Bocian       | Krzysztof Szafrański | Tomasz Brożyna        |
| 1996 | Piotr Chmielewski    | Tomasz Brożyna       | Bernard Bocian        |
| 1997 | Dariusz Baranowski   | Pawel Niedzwiecki    | Piotr Chmielewski     |
| 1998 | Piotr Przydział      | Bernard Bocian       | Andrzej Sypytkowski   |
| 1999 | Sebastian Wolski     | Tomasz Brozyna       | Bernard Bocian        |
| 2000 | Piotr Wadecki        | Marcin Sapa          | Bernard Bocian        |
| 2001 | Piotr Przydział      | Sławomir Kohut       | Krzysztof Szafranski  |
| 2002 | Krzysztof Szafranski | Wojciech Pawlak      | Marcin Sapa           |
| 2003 | Tomasz Lisowicz      | Pawel Zugaj          | Sławomir Kohut        |
| 2004 | Sławomir Kohut       | Krzysztof Ciesielski | Dawid Krupa           |
| 2005 | Peter Mazur          | Bartosz Huzarski     | Jaroslaw Rebiewski    |
| 2006 | Peter Mazur          | Lukasz Bodnar        | Jaroslaw Rebiewski    |
| 2007 | Lukasz Bodnar        | Jaroslaw Rebiewski   | Mateusz Taciak        |
| 2008 | Lukasz Bodnar        | Maciej Bodnar        | Mateusz Taciak        |
| 2009 | Maciej Bodnar        | Bartosz Huzarski     | Mateusz Taciak        |
| 2010 | Jaroslaw Marycz      | Maciej Bodnar        | Marcin Sapa           |
| 2011 | Tomasz Marczynski    | Lukasz Bodnar        | Wojciech Ziolkowski   |
| 2012 | Maciej Bodnar        | Michał Kwiatkowski   | Lukasz Bodnar         |
| 2013 | Maciej Bodnar        | Michał Kwiatkowski   | Mateusz Taciak        |
| 2014 | Michał Kwiatkowski   | Maciej Bodnar        | Mateusz Taciak        |
| 2015 | Marcin Bialoblocki   | Kamil Gradek         | Bartosz Huzarski      |
| 2016 | Maciej Bodnar        | Marcin Bialoblocki   | Mateusz Taciak        |
| 2017 | Michał Kwiatkowski   | Marcin Bialoblocki   | Maciej Bodnar         |
| 2018 | Maciej Bodnar        | Marcin Bialoblocki   | Michał Kwiatkowski    |
| 2019 | Maciej Bodnar        | Kamil Gradek         | Marcin Białobłocki    |
| 2020 | Kamil Gradek         | Maciej Bodnar        | Łukasz Wiśniowski     |
| 2021 | Maciej Bodnar        | Filip Maciejuk       | Łukasz Wiśniowski     |
| 2022 | Maciej Bodnar        | Kamil Gradek         | Szymon Rekita         |